# Rue d'Odessa
La rue d'Odessa est une voie située dans le quartier du Montparnasse du 14e arrondissement de Paris. 

## Situation et accès
Elle débute 3, rue du Départ et se termine 56, boulevard Edgar-Quinet et 64, boulevard du Montparnasse.
La rue d'Odessa est accessible par les lignes 4, 6, 12 et 13 à la station Montparnasse - Bienvenüe et la ligne 6 à la station Edgar Quinet.

## Origine du nom
La voie prend dès l'origine son nom en souvenir du bombardement d'Odessa (en) en avril 1854, par la flotte anglo-française durant la guerre de Crimée.

## Historique
L'ouverture de la rue est faite par décret municipal du 27 avril 1881, après le réaménagement de l'ancienne « cité d'Odessa » créée durant la guerre de Crimée. 

## Bâtiments remarquables et lieux de mémoire
Le bas de la rue d'Odessa était le site de l'ancienne gare de Paris-Montparnasse au début du XXe siècle. Elle est aujourd'hui connue comme étant une rue où se trouvent de très nombreuses crêperies bretonnes, en raison de la communauté qui s'était installée à la fin du XIXe siècle dans le quartier du Montparnasse.
- No 3 : emplacement d'une maison dans laquelle, en 1885, habitait le peintre américain William Baptiste Baird (1847-1917)[2]. Cette adresse donnait sur la cité Saint-François-d'Assise et, par le chemin des Charrières, accédait au passage des Épinettes qui débouche sur le no 76 du boulevard du Montparnasse[3]. Cinéma Pathé Parnasse.
- No 5 : bains d'Odessa ; la façade sur cour avec son décor en céramique est inscrite aux monuments historiques en 1983[4].
- No 13 : emplacement de l'enseigne du Chat Blanc[3].
- Nos 16-18 : le cinéma Les Montparnos se trouve à cet emplacement depuis 1981.
  - No  16 : deux appartements sont la propriété de la SCI Sadryna fondée en 2007, dont le gérant est Tahar El-Materi, proche de l'ancien président tunisien Zine el-Abidine Ben Ali, et oncle de Mohamed Sakhr El Materi, gendre de ce dernier[5].
  - No 18 : emplacement de l'atelier et académie du peintre André Lhote, fondée en 1922[6], où s'installa plus tard le peintre Henri Goetz jusqu'à la démolition en 1974-1975[réf. nécessaire].
- No 28 : hôtel Odessa, où vécurent et travaillèrent :
  - le peintre japonais Tsugouharu Foujita en 1913 ;
  - le révolutionnaire communiste et homme politique russo-soviétique Léon Trotski en 1914 et en 1933[7];
  - le journaliste et pilote de guerre Victor Féodoroff jusqu'à sa mort (1922)[8] ;
  - le poète péruvien César Vallejo en 1923 ;
  - le portraitiste américain Beauford Delaney y vécut également (1953).

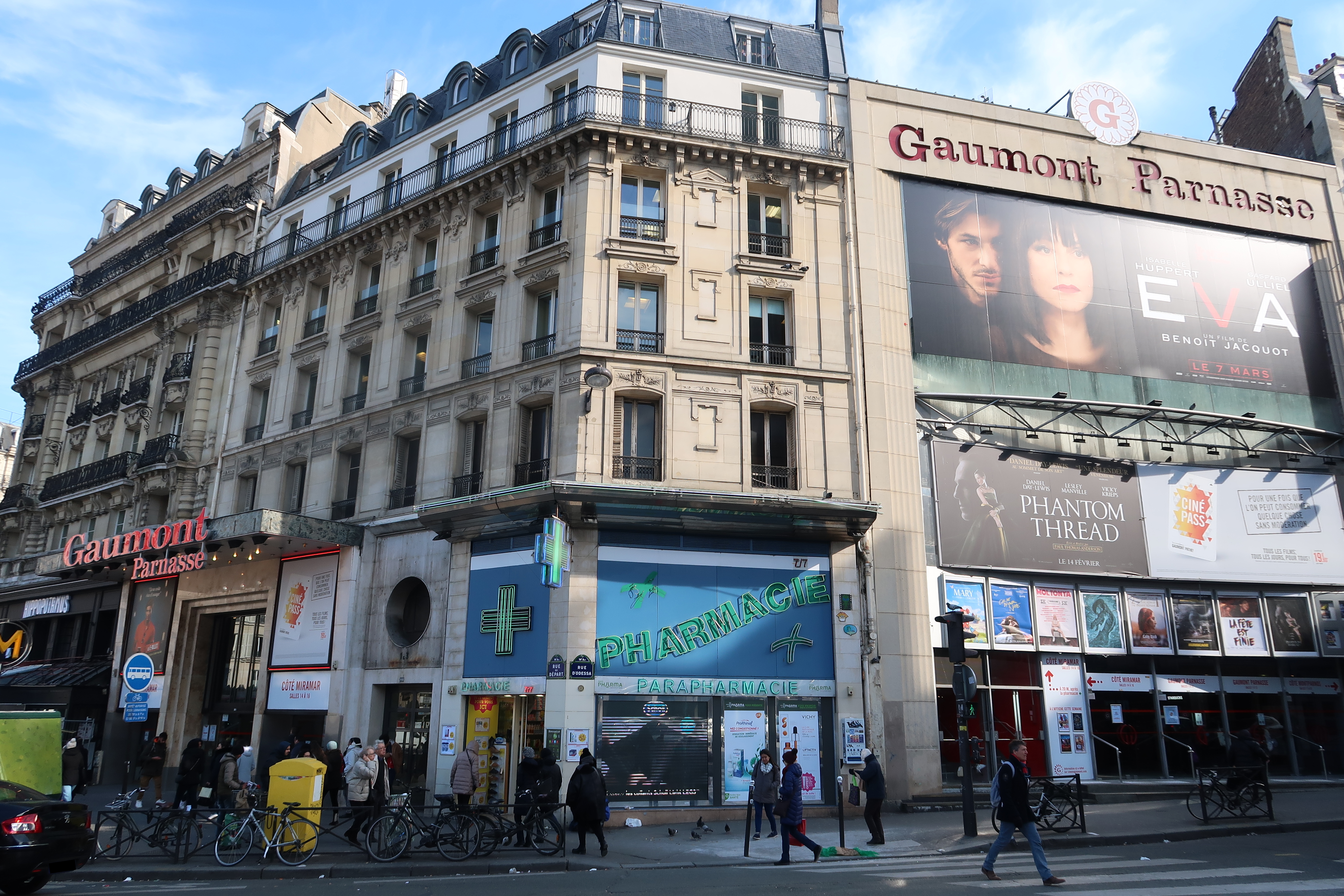
Cinéma Gaumont Parnasse.
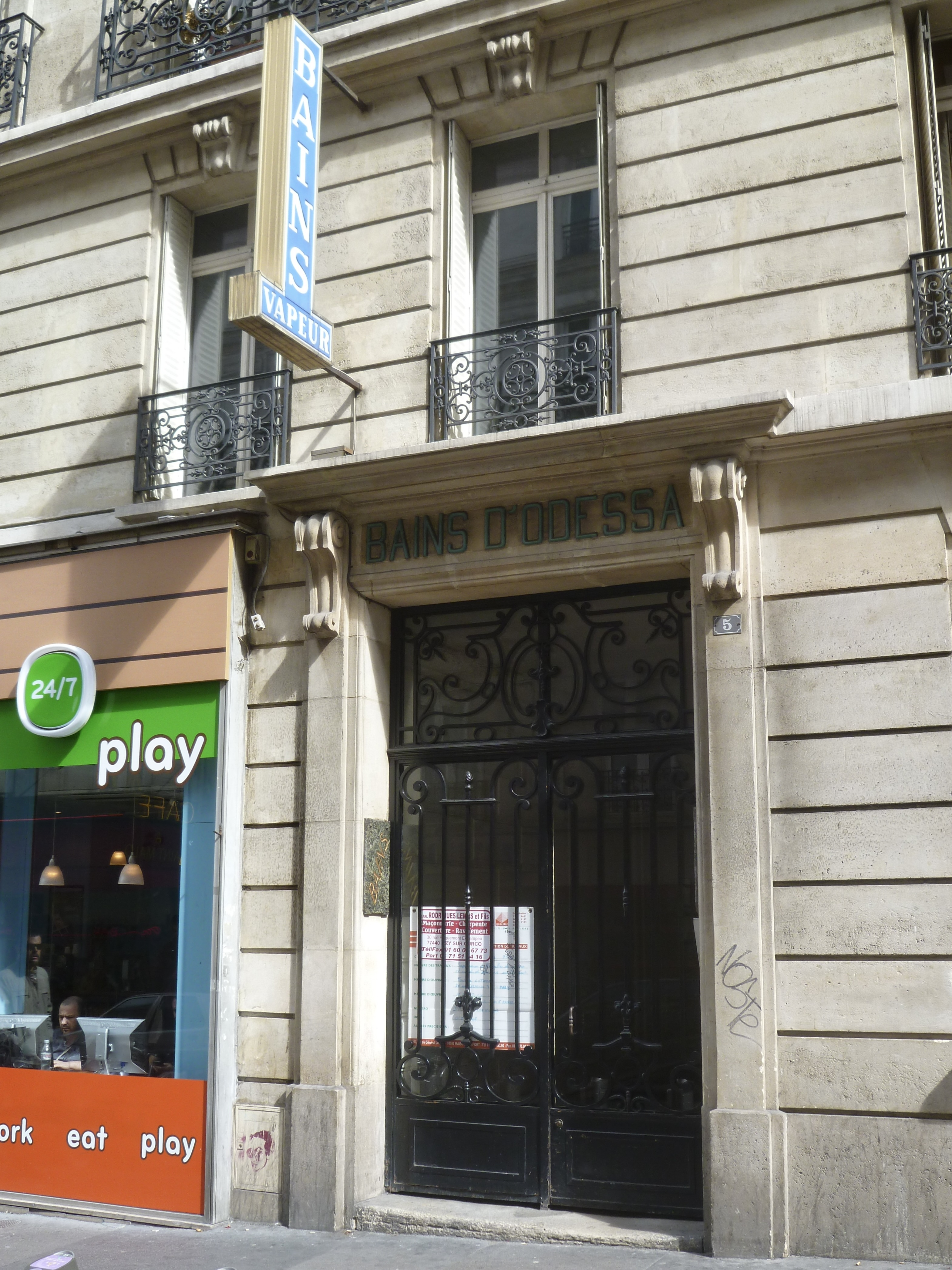
Bains d'Odessa.
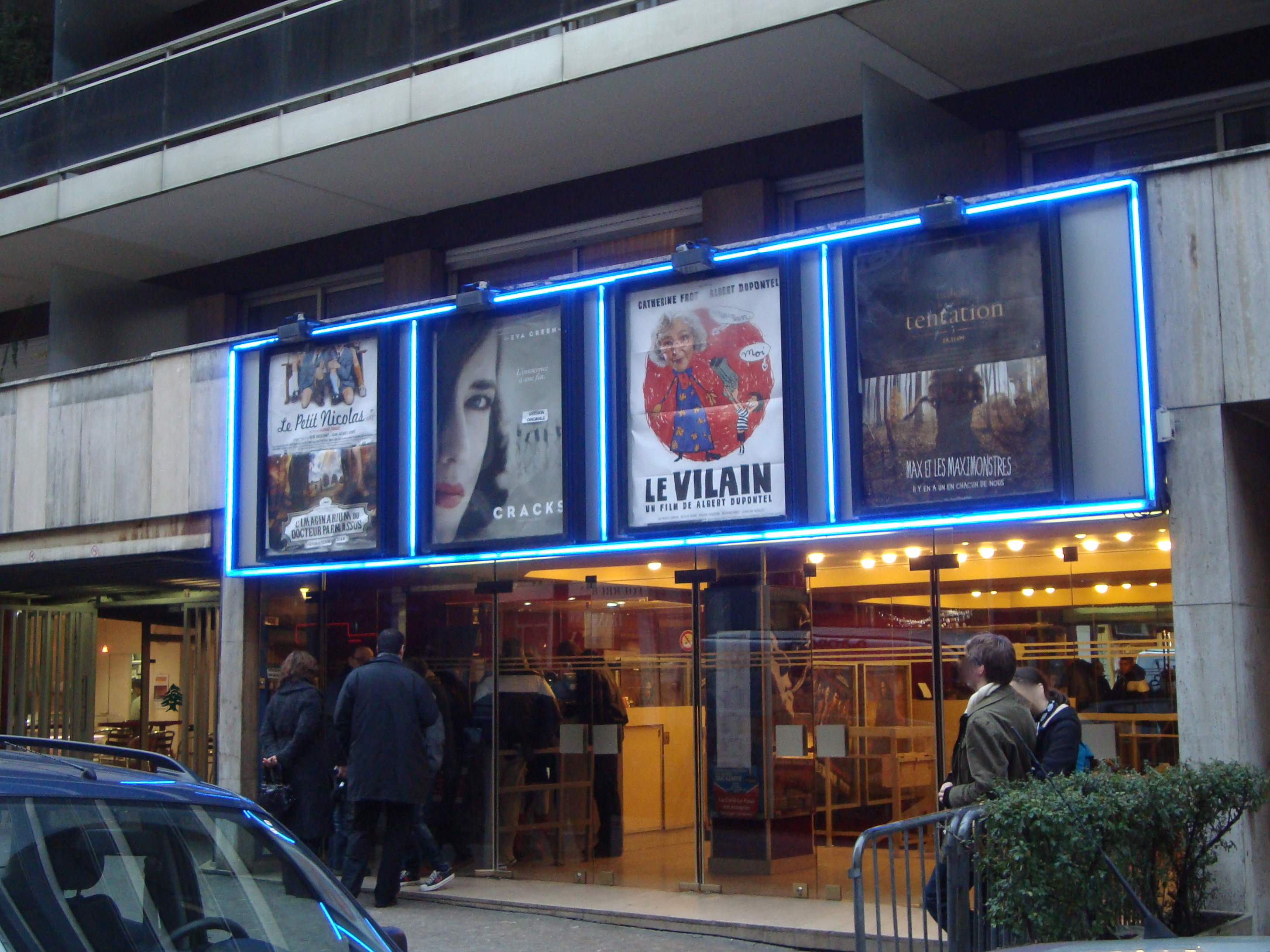
Cinéma Les Montparnos.
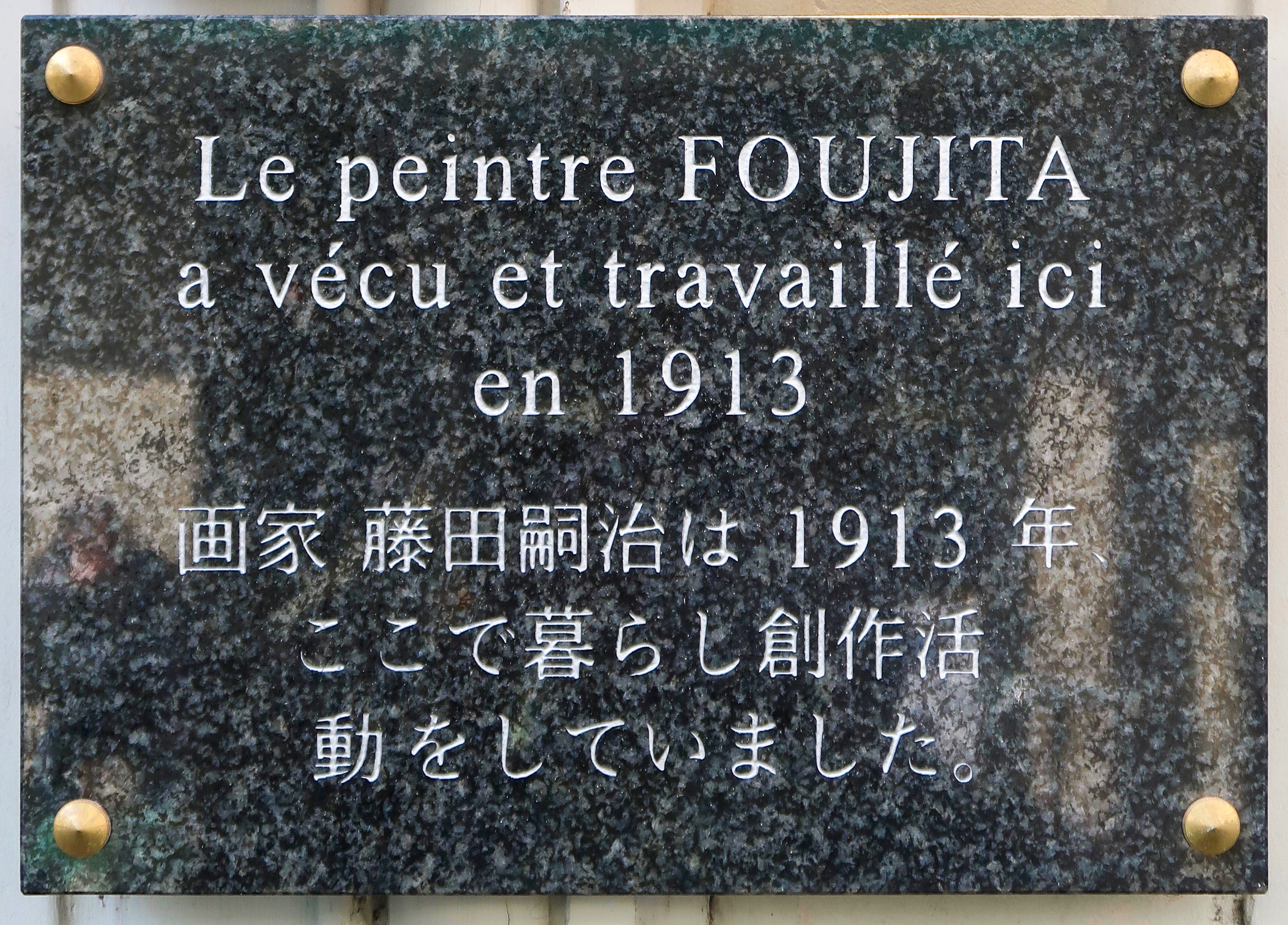
Plaque en hommage à Tsugouharu Foujita.
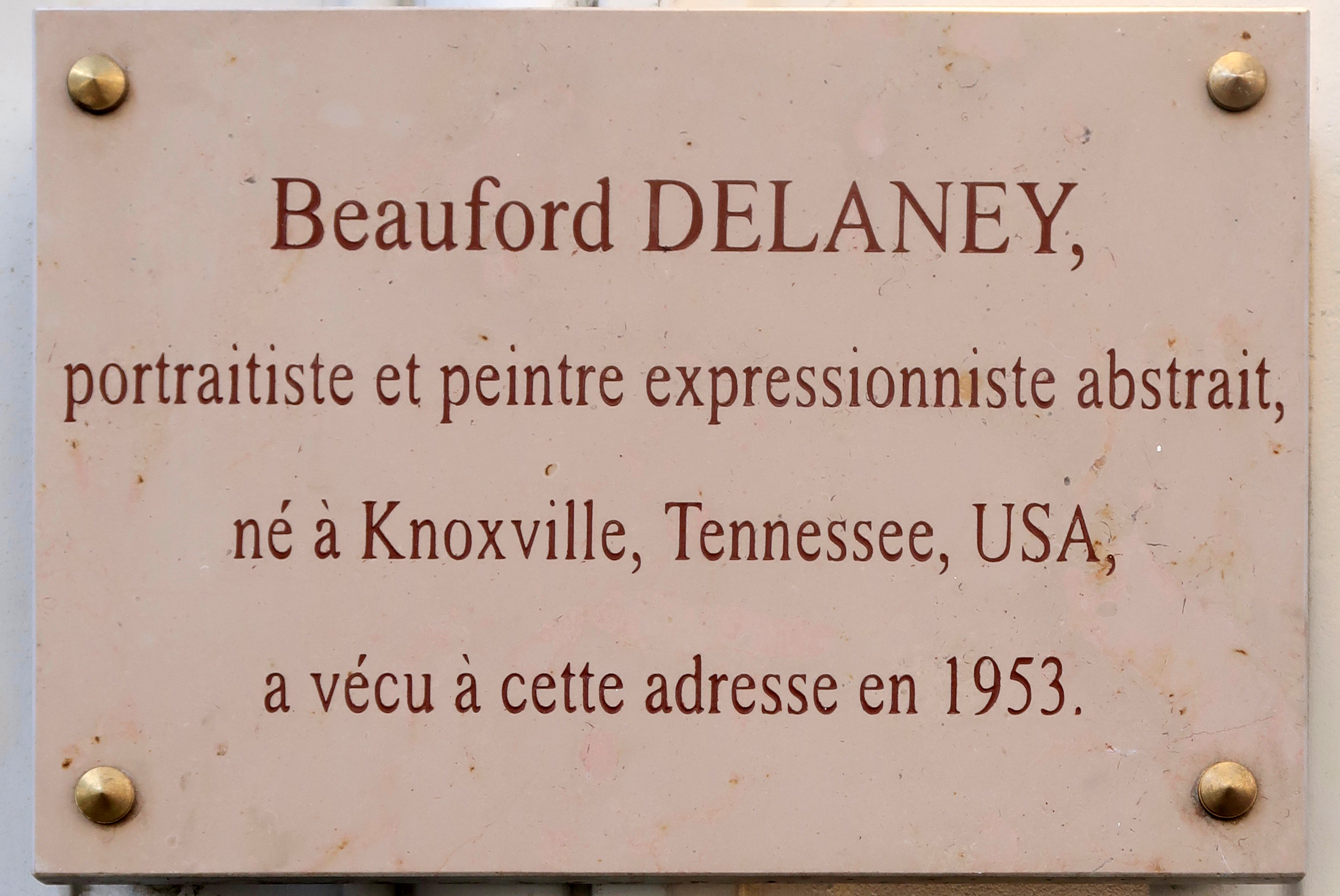
Plaque en hommage à Beauford Delaney.